# Långetjärnen (Råda socken, Västergötland)
Långetjärnen är en sjö i Härryda kommun i Västergötland och ingår i Kungsbackaåns huvudavrinningsområde. Sjön är 8 meter djup, har en yta på 0,0889 kvadratkilometer och befinner sig 93,5 meter över havet. Sjön avvattnas av vattendraget Finnebäcken.

## Delavrinningsområde
Långetjärnen ingår i det delavrinningsområde (639669-128114) som SMHI kallar för Utloppet av Finnsjön. Medelhöjden är 87 meter över havet och ytan är 6,87 kvadratkilometer. Det finns inga avrinningsområden uppströms utan avrinningsområdet är högsta punkten. Finnebäcken som avvattnar avrinningsområdet har biflödesordning 2, vilket innebär att vattnet flödar genom totalt 2 vattendrag innan det når havet efter 24 kilometer. Avrinningsområdet består mestadels av skog (65 %). Avrinningsområdet har 1,2 kvadratkilometer vattenytor vilket ger det en sjöprocent på 17,4 %. Bebyggelsen i området täcker en yta av 1,03 kvadratkilometer eller 15 % av avrinningsområdet.